# Altenberg (Bergisches Land)
Pour les articles homonymes, voir Altenberg.

Altenberg (prononcé en allemand : [ˈaltənbɛɐ̯k] ) est un quartier de la ville d'Odenthal, dans l'arrondissement de Rhin-Berg, dans le land de Rhénanie-du-Nord-Westphalie en Allemagne. 

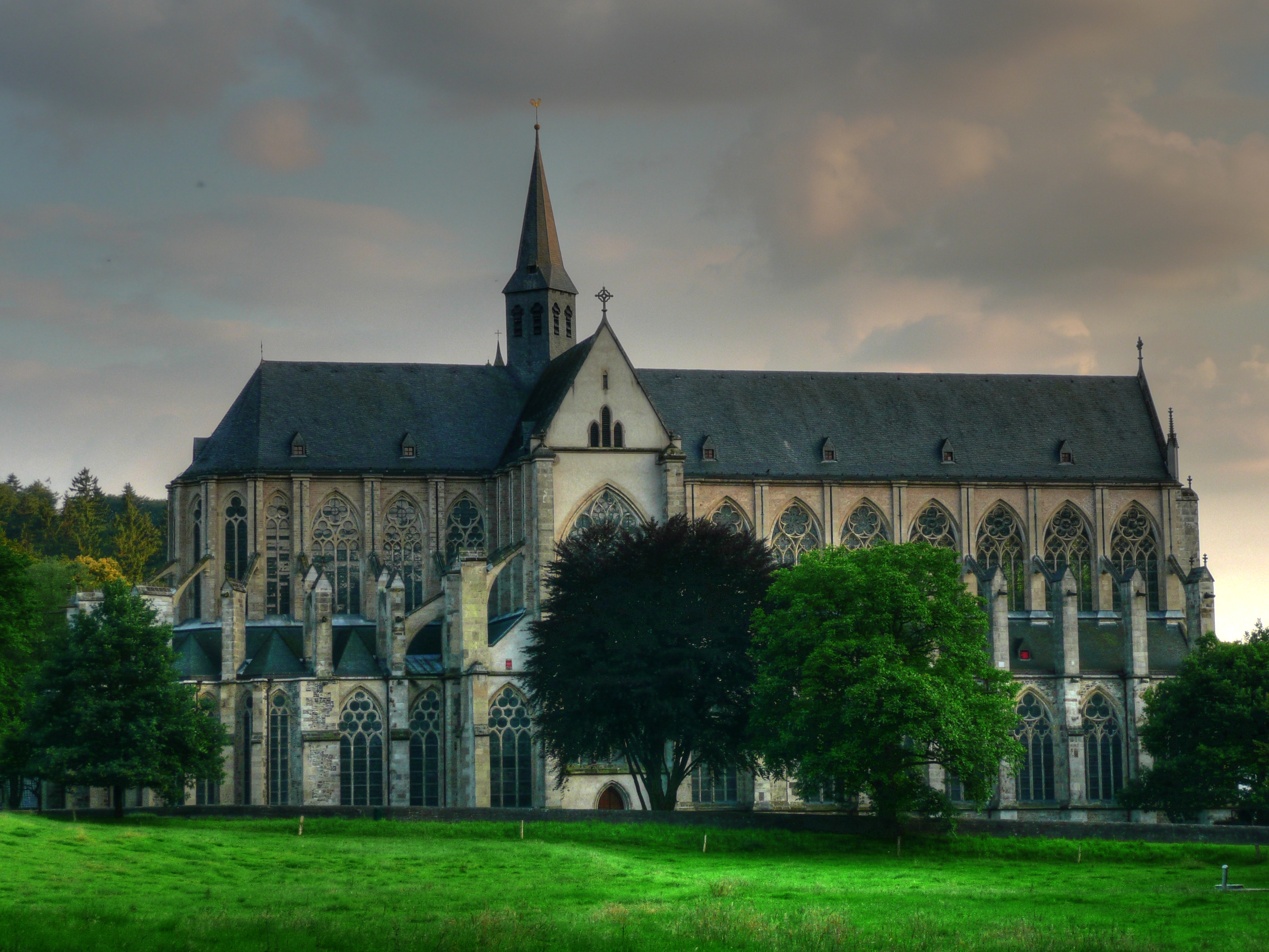
La cathédrale d’Altenberg

## Histoire
Altenberg était le siège des comtes de Berg. Ceux-ci ont créé au fil des siècles un petit territoire, qui devint plus tard connue sous le nom du "Pays de Berg" ou "Bergisches Land". Les ruines du château des anciens comtes de Berg sont visibles près d'Altenberg. La « cathédrale » gothique constitue la principale curiosité touristique de la commune.

## Patrimoine local

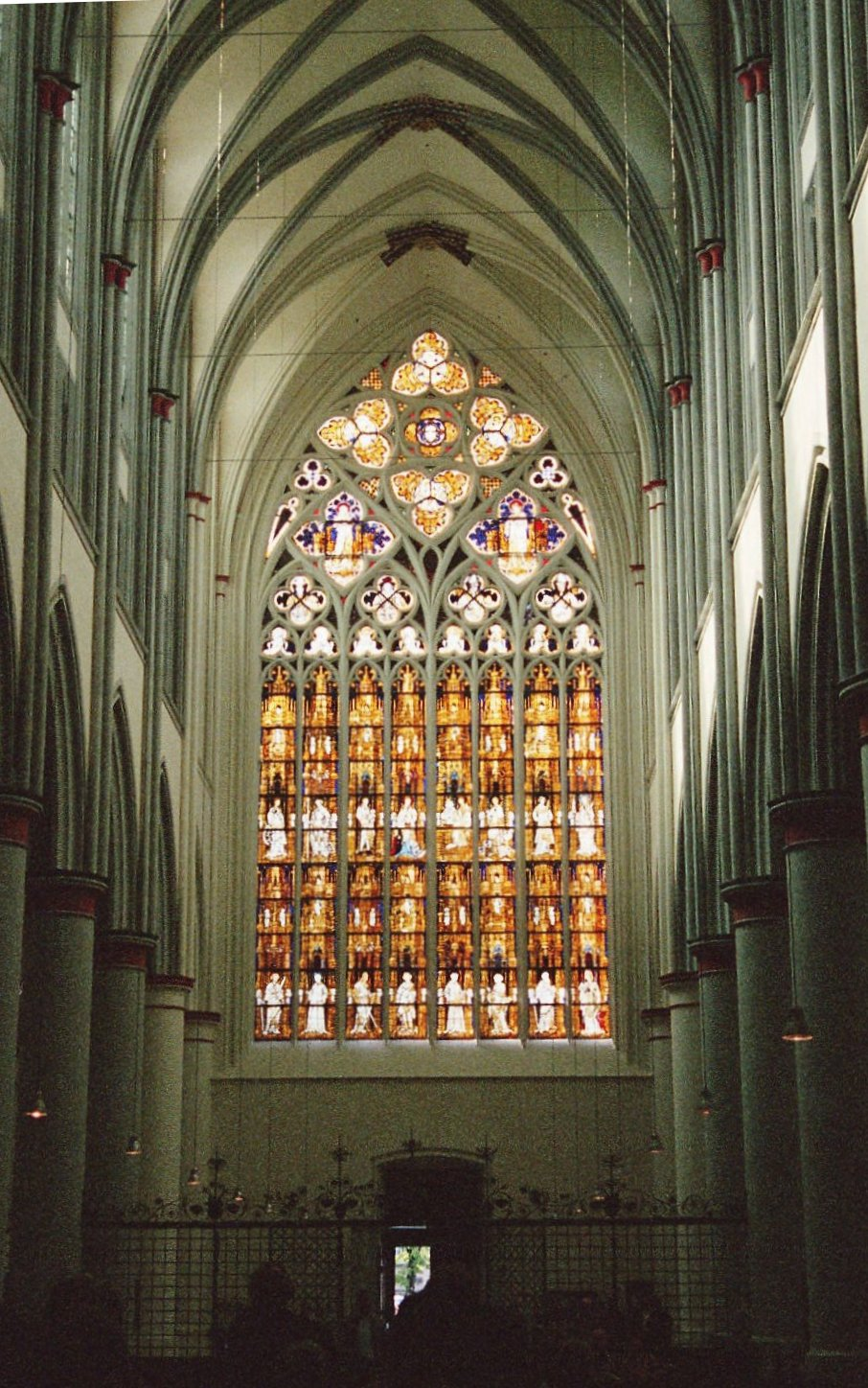
Verrière occidentale de la cathédrale d’Altenberg

La cathédrale gothique d’Altenberg, commencée en 1259, est en fait l'église abbatiale de l'ancienne abbaye d'Altenberg. Appelée « cathédrale » en raison de son aspect extérieur, l’édifice n'a jamais été le siège d’un épiscopat. Aujourd'hui, l’édifice religieux d’Altenberg est utilisé simultanément pour le culte par les protestants et par les catholiques.
Des concerts ont régulièrement lieu dans l’abbatiale. L’édifice est la propriété du land de Rhénanie-du-Nord-Westphalie, qui en assure l’entretien et les restaurations. Une campagne de rénovation, commencée en 1994, a été achevée en 2006. En 2005, lors de la Journée mondiale de la jeunesse, la cathédrale d'Altenberg a servi de lieu catéchétique pour les pèlerins.

## Sources
- David Bosbach, Randolf Link, Torsten Ehrhardt: Bildschönes Altenberg. 750 Jahre Klosterlandschaft im Tal der Dhünn; Gaasterland Verlag, 2010.